# Liidia Tuulse
Liidia Tuulse (Liidia Haas), född 18 mars 1912 Hummuli kommun, Soe by i Estland, död 17 mars 2012 i Sköndal, Stockholm, var en estnisk författare som flydde undan Sovjets ockupation till Sverige 1944.

## Biografi
Liidia Tuulse började i skolan som elev i Vesters privatskola och tog studenten i Valga Flickgymnasium. 1929–1934 studerade hon germanska språk, filosofi och konsthistoria vid Tartu Universitet. 1938 avslutade hon sina studier i Tartu med en magisterexamen, med avhandlingen Üks lihtne lauluviis (En enkel visa) om förskolebarns musikalitet (cum laude) för vilken hon vann universitetes anonyma tävling för magisteruppsatser det året. Senare fortsatte hon sina studier vid Königsbergs och Stockholms universitet.
1944 flydde Liidia Tuulse med sin man Armin Tuulse och sin son Tanel till Sverige, men hennes kontakter med Sverige skapades redan innan andra världskriget bröt ut. Tillsammans med sin blivande man Armin Tuulse var hon bland de första eleverna till professorn vid dåvarande Stockholms Högskola, Sten Karling, i hans undervisning vid universitetet i Tartu. Sommaren 1935 gjorde Armin Tuulse en studieresa till Sverige och deltog i arkeologiska utgrävningar på Gotland. 1938 deltog de båda i Baltiska institutets kurser i Stockholm. Liidia Tuulses make Armin Tuulse var konsthistoriker och professor först vid Tartu Universitet 1942-1944. När paret 1944 ombord på flyktingfartyget Juhan kom till Sverige var det lätt för Armin Tuulse, som redan var en känd forskare, att hitta arbete med hjälp av Estlandsvänliga akademiker i Sverige.
1946 föddes andra sonen Toomas och trots hennes strålande studieresultat och goda meriter blev Liidia Tuulse delvis hemmafru medan hennes man fortsatte sin karriär inom konsthistorisk forskning. 1952 blev han först lektor vid Stockholm Högskola  och 1962–1974 utnämndes han till professor i Nordisk och jämförande konsthistoria vid Stockholms Universitet.  
I Sverige arbetade Liidia Tuulse först som arkivarie (1950-1962) vid tidskriftens "Sveriges kyrkor" redaktion, senare även som lärare i tyska. På 1950-talet började Tuulse vid sidan om ett flitigt skrivande av artiklar, resebrev, kåserier och översättningar, även skriva dikter och gav ut 6 diktsamlingar, 2 i Sverige och 4 i Estland. Hon har översatt dikter som har publicerats i tidskriften Tulimuld. Hon har översatt följande författare: Gottfried Benn, Bo Bergman, Magda Bergquist von Mirbach, Karin Boye, Gunnar Ekelöf, Mare Kandre, Erik Lindegren och Anders Österling. Hon har hållit föredrag om estniska författare vid olika tillfällen i Tyskland, USA, Kanada och Schweiz på estniska eller tyska.   
Liidia Tuulse var medlem av Estniska Författarförbundet, medlem och ordförande i Estniska Akademiska Kvinnoförbundet i Sverige, medlem av Sveriges Invandrarförfattarförbund, PEN-klubben, Estniska Författarförbundet i Utlandet samt medlem i flera estniska kulturföreningar i Stockholm.
Sonen Toomas Tuulse är arkitekt, kompositör och dirigent i Stockholms Estniska Kör.  
Liidia Tuulse är begravd bredvid sin make på Skogskyrkogården i Stockholm.

### Medverkat i samlingsverk
- Våra sånger fick vi med oss : lyrik av 12 estniska skaldinnor / i urval och översättning av Silvia Airik- Priuhka : omslag och illustrationer: Ada Otema. - Stockholm : Välis-Eesti & EMP, 1983. - 93 s. : ill.